# ابن رائق

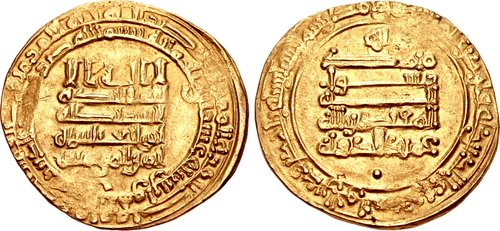
دینار اسلامی مربوط به قرن اول هجری قمری

ابوبکر محمد بن رائق (متوفی به ۱۳ فوریه ۹۴۲)، که معمولاً به نام ابن رائق شناخته می‌شود، یکی از مقامات ارشد خلافت عباسی بود که از ضعف حکومت خلیفه برای تبدیل شدن به اولین امیر الامرا"(فرماندهِ فرماندهان)" سوءاستفاده کرد. در سال ۹۳۶ میلادی، وی جنرالسیمو و (عملاً) نایب السلطنه خلافت محسوب می‌شد. در سال ۹۳۸ توسط رقیب تُرک خود از این مقام خلع گردید، ولی مجدداً در سال ۹۴۱ این پست را پس گرفت و تا زمان ترور خود در فوریه ۹۴۲، آن را حفظ کرد.